# Oxyrhopus formosus
Oxyrhopus formosus (красива несправжня коралова змія) — вид змій родини полозових (Colubridae). Мешкає в Південній Америці.

## Поширення і екологія
Красиві несправжні коралові змії мешкають в Бразилії і Перу. Вони живуть у вологих тропічних лісах, серед опалого листя. Ведуть нічний, наземний спосіб життя.